# スーパーオリジナル
「スーパーオリジナル」（Super Original）は、KICK THE CAN CREWのメジャー1枚目のシングル。2001年5月23日発売。

## ミュージック・ビデオ
「スーパーオリジナル」のミュージック・ビデオの撮影は静岡県浜松市の中田島砂丘で行われた。

## 収録曲
1. スーパーオリジナル
作詞・作曲:KICK THE CAN CREW
2. Fire! (re-construction of スーパーオリジナル)
スーパーオリジナルのリミックスバージョン。
3. スーパーオリジナル (カラオケ)

## 収録アルバム
- VITALIZER (#1)
- BEST ALBUM 2001-2003 (#1)